# خط عرض 58° شمال
خط عرض 58° شمال هي إحدى دوائر العرض الجغرافية، وهي دوائر وهمية تحيط بالكرة الأرضية، وموازية لخط الاستواء، وتتميز هذه الدائرة بأن الأراضي الواقعة عليها تنتمي للمنطقة المعتدلة الباردة.

## حول العالم
خط عرض 58° شمال يبدأ من خط الزوال الأولي ويتجه شرقا ويمر عبر:
| الإحداثيات                           | البلد أو الإقليم أو البحر | ملاحظات                                                                   |
| ------------------------------------ | ------------------------- | ------------------------------------------------------------------------- |
| 58°0′N 0°0′E / 58.000°N 0.000°E      | بحر الشمال                |                                                                           |
| 58°0′N 7°2′E / 58.000°N 7.033°E      | النرويج                   | Southernmost point                                                        |
| 58°0′N 7°32′E / 58.000°N 7.533°E     | سكاغيراك                  |                                                                           |
| 58°0′N 11°32′E / 58.000°N 11.533°E   | السويد                    |                                                                           |
| 58°0′N 16°47′E / 58.000°N 16.783°E   | بحر البلطيق               | مرورا بشمال the جزر غوتلاند وجزيرة فور, السويد                            |
| 58°0′N 22°1′E / 58.000°N 22.017°E    | إستونيا                   | جزيرة ساريما                                                              |
| 58°0′N 22°11′E / 58.000°N 22.183°E   | خليج ريغا                 |                                                                           |
| 58°0′N 24°25′E / 58.000°N 24.417°E   | إستونيا                   |                                                                           |
| 58°0′N 24°55′E / 58.000°N 24.917°E   | لاتفيا                    |                                                                           |
| 58°0′N 25°15′E / 58.000°N 25.250°E   | إستونيا                   | لحوالي 3 km                                                               |
| 58°0′N 25°18′E / 58.000°N 25.300°E   | لاتفيا                    | لحوالي 9 km                                                               |
| 58°0′N 25°27′E / 58.000°N 25.450°E   | إستونيا                   |                                                                           |
| 58°0′N 27°41′E / 58.000°N 27.683°E   | روسيا                     | مرورا عبر بيرم (روسيا) وأوست-إيليمسك                                      |
| 58°0′N 140°33′E / 58.000°N 140.550°E | بحر أوخوتسك               |                                                                           |
| 58°0′N 157°40′E / 58.000°N 157.667°E | روسيا                     | شبه جزيرة كامشاتكا                                                        |
| 58°0′N 161°59′E / 58.000°N 161.983°E | بحر بيرنغ                 |                                                                           |
| 58°0′N 157°37′W / 58.000°N 157.617°W | الولايات المتحدة          | ألاسكا - شبه جزيرة ألاسكا                                                 |
| 58°0′N 155°2′W / 58.000°N 155.033°W  | Shelikof Strait           |                                                                           |
| 58°0′N 153°5′W / 58.000°N 153.083°W  | الولايات المتحدة          | ألاسكا - Raspberry Island وجزيرة أفوغناك                                  |
| 58°0′N 152°47′W / 58.000°N 152.783°W | المحيط الهادئ             | خليج ألاسكا                                                               |
| 58°0′N 136°31′W / 58.000°N 136.517°W | الولايات المتحدة          | ألاسكا - جزيرة ياكوبي، تشيكاغوف (جزيرة)، أدميرالتي (جزيرة) و the mainland |
| 58°0′N 133°3′W / 58.000°N 133.050°W  | كندا                      | كولومبيا البريطانية ألبرتا ساسكاتشوان مانيتوبا                            |
| 58°0′N 92°49′W / 58.000°N 92.817°W   | خليج هدسون                |                                                                           |
| 58°0′N 77°12′W / 58.000°N 77.200°W   | كندا                      | كيبك نيوفاوندلاند واللابرادور                                             |
| 58°0′N 62°9′W / 58.000°N 62.150°W    | المحيط الأطلسي            |                                                                           |
| 58°0′N 7°6′W / 58.000°N 7.100°W      | المملكة المتحدة           | اسكتلندا - جزيرة Lewis و Harris                                           |
| 58°0′N 6°23′W / 58.000°N 6.383°W     | مضيق منتش                 |                                                                           |
| 58°0′N 5°19′W / 58.000°N 5.317°W     | المملكة المتحدة           | اسكتلندا                                                                  |
| 58°0′N 3°52′W / 58.000°N 3.867°W     | بحر الشمال                |                                                                           |